# Epinephelus polystigma
 Epinephelus polystigma és una espècie de peix de la família dels serrànids i de l'ordre dels perciformes.

## Morfologia
Els mascles poden assolir els 38 cm de longitud total.

## Distribució geogràfica
Es troba a Indonèsia, les Filipines, Papua Nova Guinea i Salomó.